# Dainese
Dainese è un produttore italiano di equipaggiamento tecnico e protezioni per gli sport dinamici, come motociclismo, mountain bike, sport invernali ed equitazione. L'azienda è stata fondata nel 1972 da Lino Dainese, ora socio di minoranza della compagnia, che ne ha curato l’espansione organica e attraverso acquisizioni come quella dell'azienda italiana di caschi AGV, nel 2007. Investcorp ha acquisito la maggioranza delle quote di Dainese Group nel 2014 per €130 milioni. L'azienda è guidata da Cristiano Silei, A.D. dal 2015.

## Prodotti
Dainese ha dichiarato di avere come obiettivo quello di offrire una protezione “dalla testa ai piedi”: il primo punto è garantito da AGV, mentre Dainese stessa produce tute, giacche, protettori per il corpo, paraschiena, pantaloni, stivali, guanti e vari accessori. I materiali utilizzati spaziano dalla classica pelle bovina e di canguro alla fibra aramidica, fibra di carbonio, alluminio e titanio.
Nel corso degli anni ha sviluppato un'ampia gamma di prodotti dedicati alla mountain bike, allo sci e all'equitazione, focalizzati sulla protezione, le prestazioni, l’ergonomia e il design, spesso utilizzando le stesse tecnologie innovative sviluppate per le gare motociclistiche e adottate da alcuni dei più grandi atleti di ogni disciplina.

## Storia
Lino Dainese fondò l'azienda nel 1972, all'età di 24 anni, cominciando a produrre protezioni per motociclisti a Molvena (Vicenza); il primo prodotto realizzato fu un paio di pantaloni da motocross.
Dopo l'acquisto dell'azienda da parte di Investcorp, Lino Dainese ha fondato D-air Lab, un centro di ricerca dedicato alla sperimentazione della tecnologia D-air in campi non sportivi, come quelli della sicurezza sul lavoro e degli anziani.
Le sedi principali dell'azienda si trovano in Italia, così come il reparto di ricerca, sviluppo e design che ha registrato 118 brevetti. È presente un ufficio regionale per gli Stati Uniti in California e uno ad Hong Kong.
Dall'acquisizione da parte di Investcorp, Dainese Group ha dichiarato una crescita del fatturato annuo da €117 milioni nel 2013 a €184 milioni nel 2017 e una crescita dei dipendenti da 609 a 757 (marzo 2018).
Nel marzo 2022 Investcop ha venduto Dainese al gruppo Carlyle per un valore di €630 milioni.
Nel luglio 2025 Carlyle Group vende ai creditori l'azienda al prezzo simbolico di 1€ dopo aver accumulato 300 milioni in debiti.

## Ricerca e innovazioni

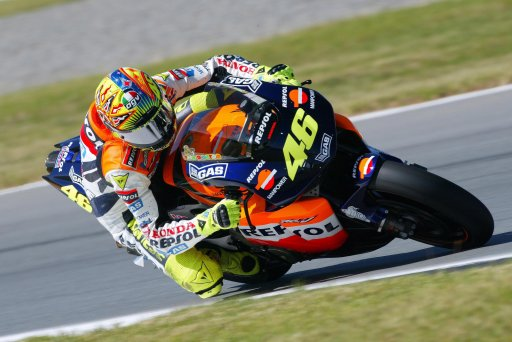
Valentino Rossi con abbigliamento Dainese e casco AGV durante una gara di MotoGP

### Dainese D-air
Dainese D-air è il primo sistema airbag progettato specificatamente per i motociclisti. Una centralina elettronica che registra e analizza i dati dai sensori 1.000 volte al secondo può riconoscere le situazioni di rischio e, in caso di pericolo imminente, attivare un airbag integrato nella giacca che protegge le parti vitali del motociclista. L’airbag utilizza una tecnologia brevettata a microfilamenti che permette un gonfiaggio uniforme della sacca, fornendo una protezione 9 volte più efficace di un protettore rigido standard. Lo sviluppo cominciò nel 1995 da un'intuizione personale di Lino Dainese. Nel 2000 il primo prototipo funzionante iniziò la fase di test in pista. Nel 2007, durante le prove del Gran Premio di Valencia, si registrò la prima attivazione in una competizione ufficiale, a seguito della caduta del pilota italiano Simone Grotzkyj. Il primo sistema disponibile sul mercato, nella versione Racing, fu commercializzato nel 2011. Nel frattempo Dainese continuò a testare una versione del sistema che potesse proteggere il motociclista dalle tipologie d'impatto più frequenti durante la guida su strada e un prototipo pensato per gli sciatori professionisti. Nel 2015 ha lanciato sul mercato la Misano 1000, la prima giacca da moto con un sistema D-air Street integrato. Nello stesso anno il Dainese D-air Ski ha fatto il suo debutto nella Coppa del Mondo FISI di sci alpino.

### Il paraschiena
Nel 1978 Dainese introduce nel mondo delle competizioni motociclistiche la prima protezione dorsale, progettata in collaborazione con Marc Sadler e il campione del mondo Barry Sheene. Il paraschiena è stato successivamente evoluto in varie generazioni.
Nel 1980 introduce le ginocchiere rinforzate (saponette), nel 1986 introduce la gobba aerodinamica nella tuta da pista, nel 1995 progetta una tipologia di guanti che tutela tutta la mano del pilota, in particolare dorso, nocche e dita con l'uso di carbonio e kevlar.
Nello stesso anno Dainese introduce l'impiego del paraschiena in altre discipline sportive come la mountain bike down hill e le discipline veloci dello sci alpino.
Nel 2000 progetta un tipo di stivali per competizioni motociclistiche, agganciati internamente alla gamba della tuta ed alleggeriti nel peso, in grado di limitare i danni al piede del pilota.
Nel 2001 l'azienda vince il Premio Compasso d'oro per la tuta da moto “T-age” disegnata da Aldo Drudi.